# Gornja Vrućica
Gornja Vrućica je malá vesnice v opčině Trpanj v Chorvatsku, v Dubrovnicko-neretvanské župě. V roce 2001 měla 62 obyvatel. Je situována ve vnitrozemí poloostrova Pelješac asi 1 km jižně od přístavu Trpanj. Vesnicí prochází jediná silnice do osad Donja Vrućica a Duba Pelješka.
Osada se samotami v kotlinách a na svazích nabízí krajinu, kde se střídají vinohrady, olivovníkové háje, středomořské rostlinstvo a dalmatské skály.

## Pamětihodnosti
O kultuře a hluboce zakořeněné křesťanské tradici zde svědčí také četné kostely a kapličky, z nichž jsou některé zmiňovány i v nejstarších církevních dokumentech.
- Kostel sv. Jiří - Crkva sv. Jurja
- Kostel sv. Paschala - Crkva sv. Paškala
- Kostel Panny Marie Milosrdné - Crkva Gospe od Milosrda
- Kostel svatého Spase - Crkva sv. Spasa (ruiny)

## Galerie

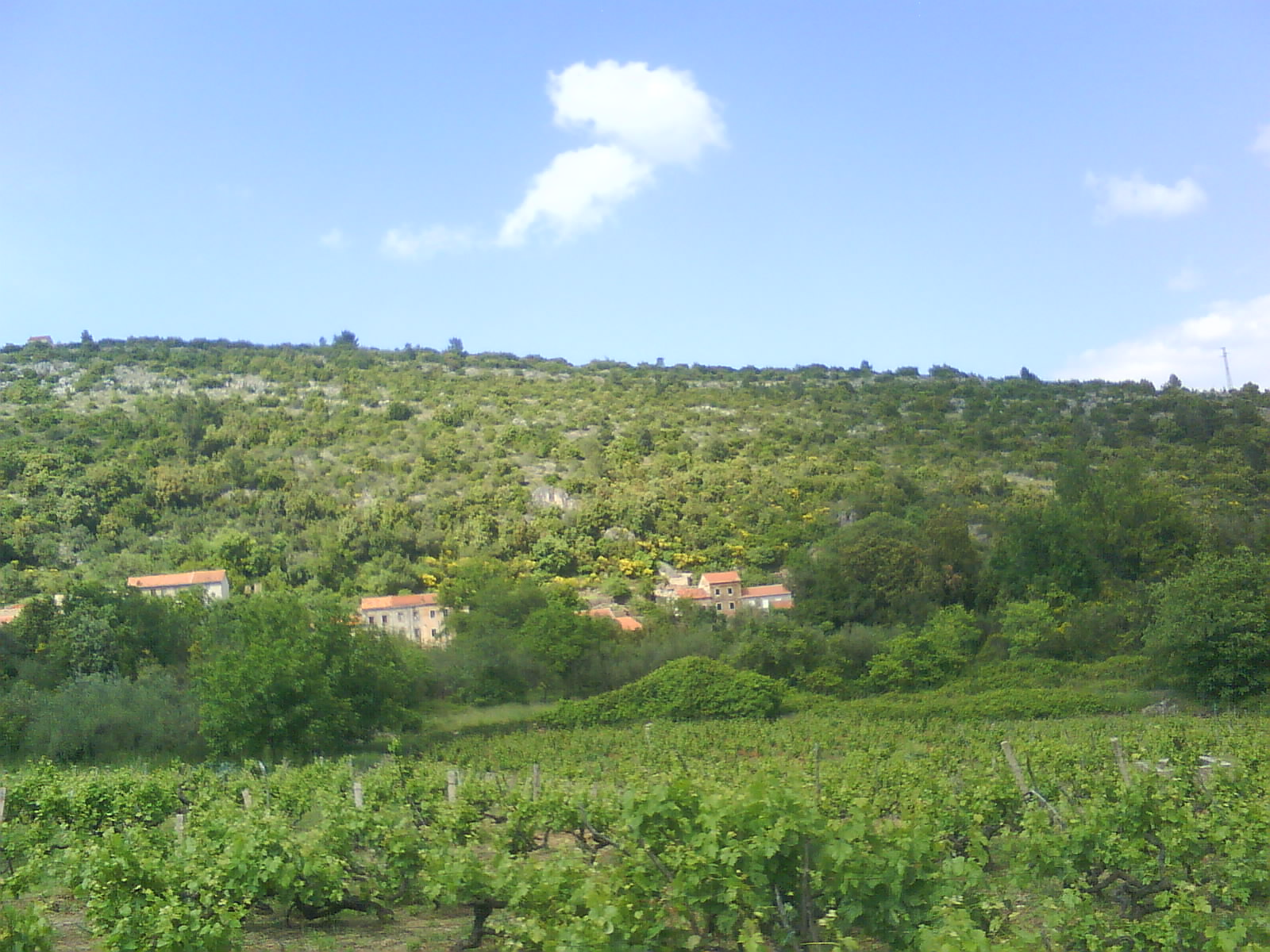
Gornja Vrućica
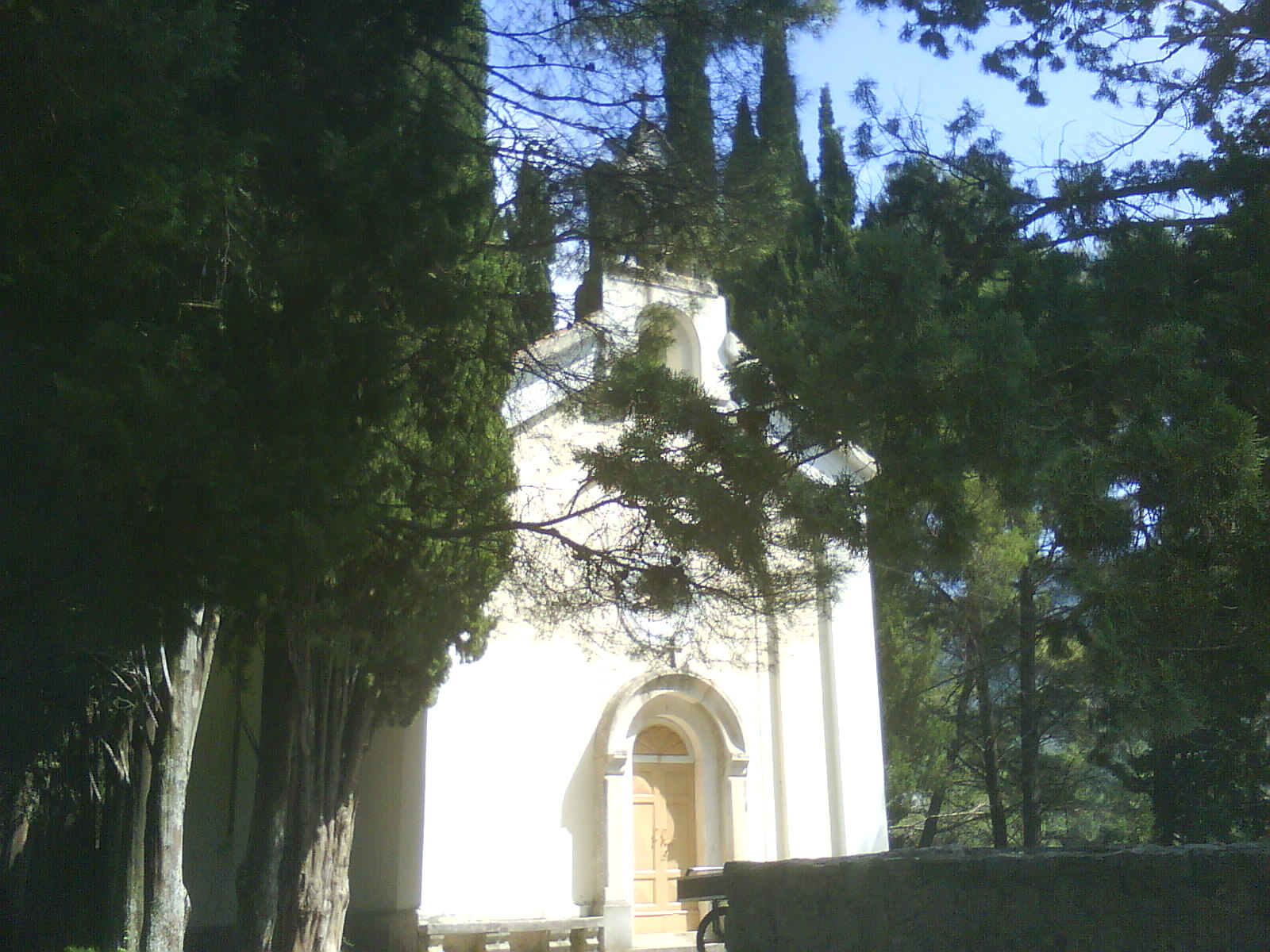
Kostel sv. Jiří - Crkva sv. Jurja
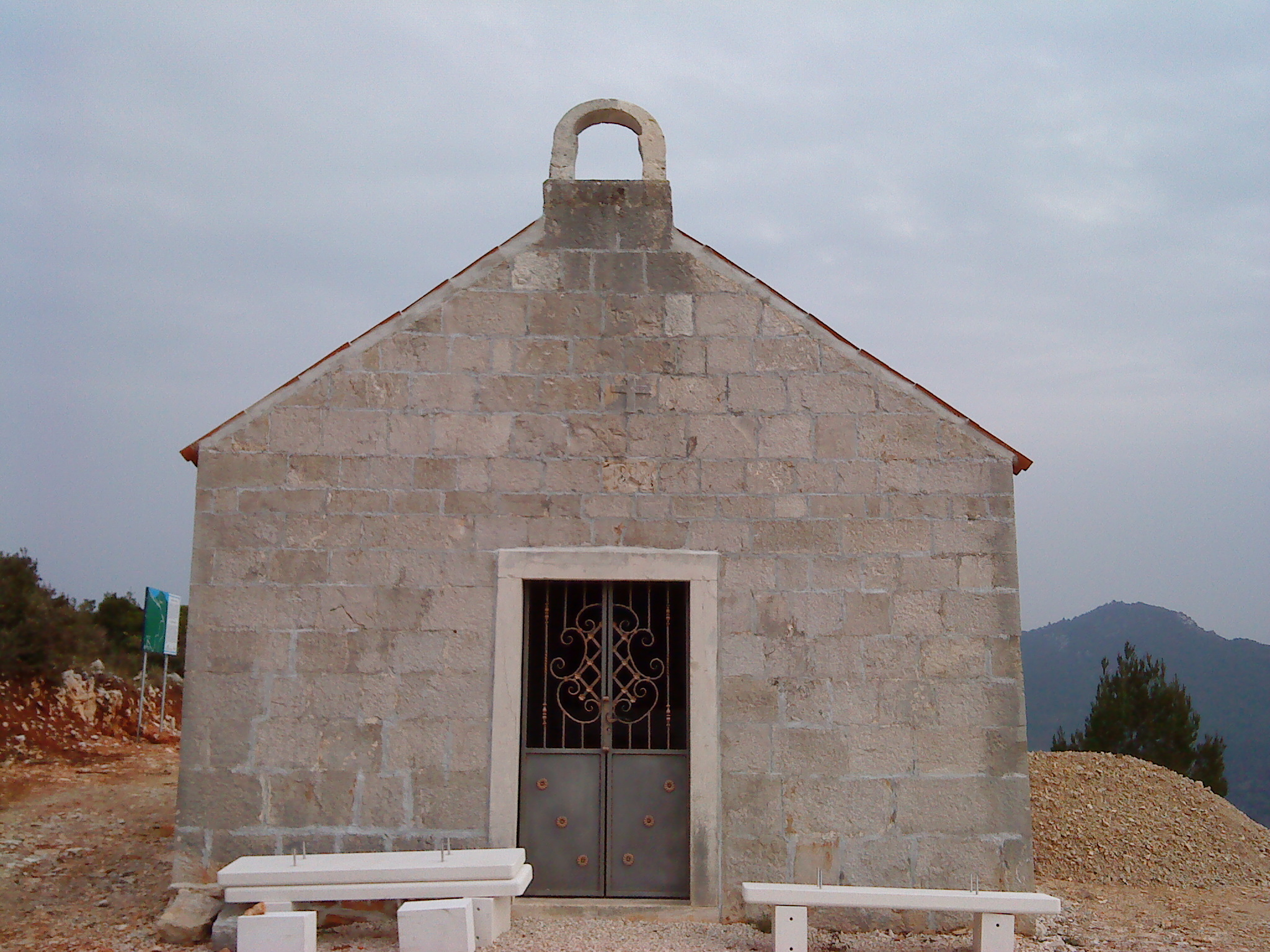
Kostel sv. Paschala - Crkva sv. Paškala
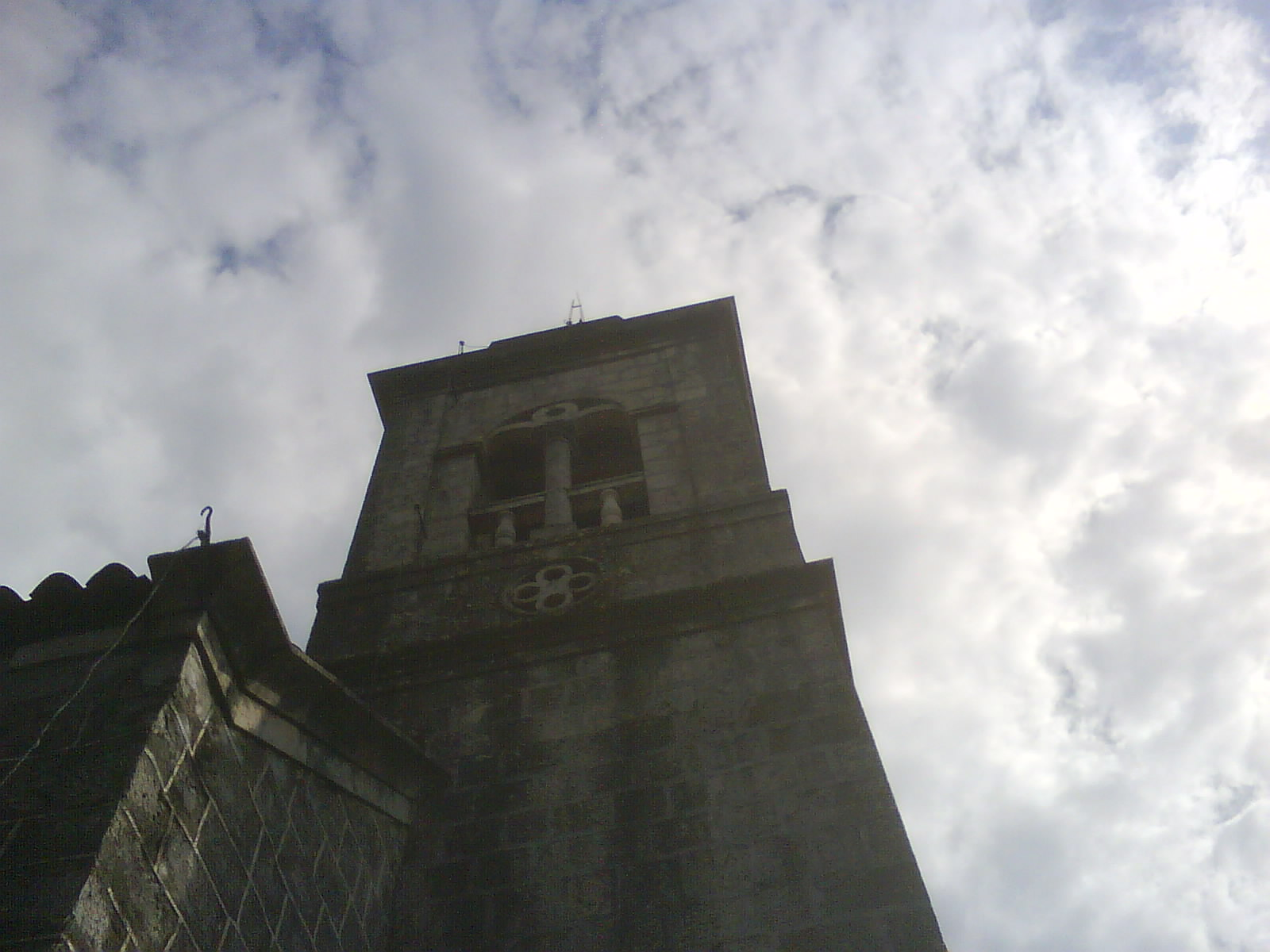
Kostel Panny Marie Milosrdné - Crkva Gospe od Milosrda
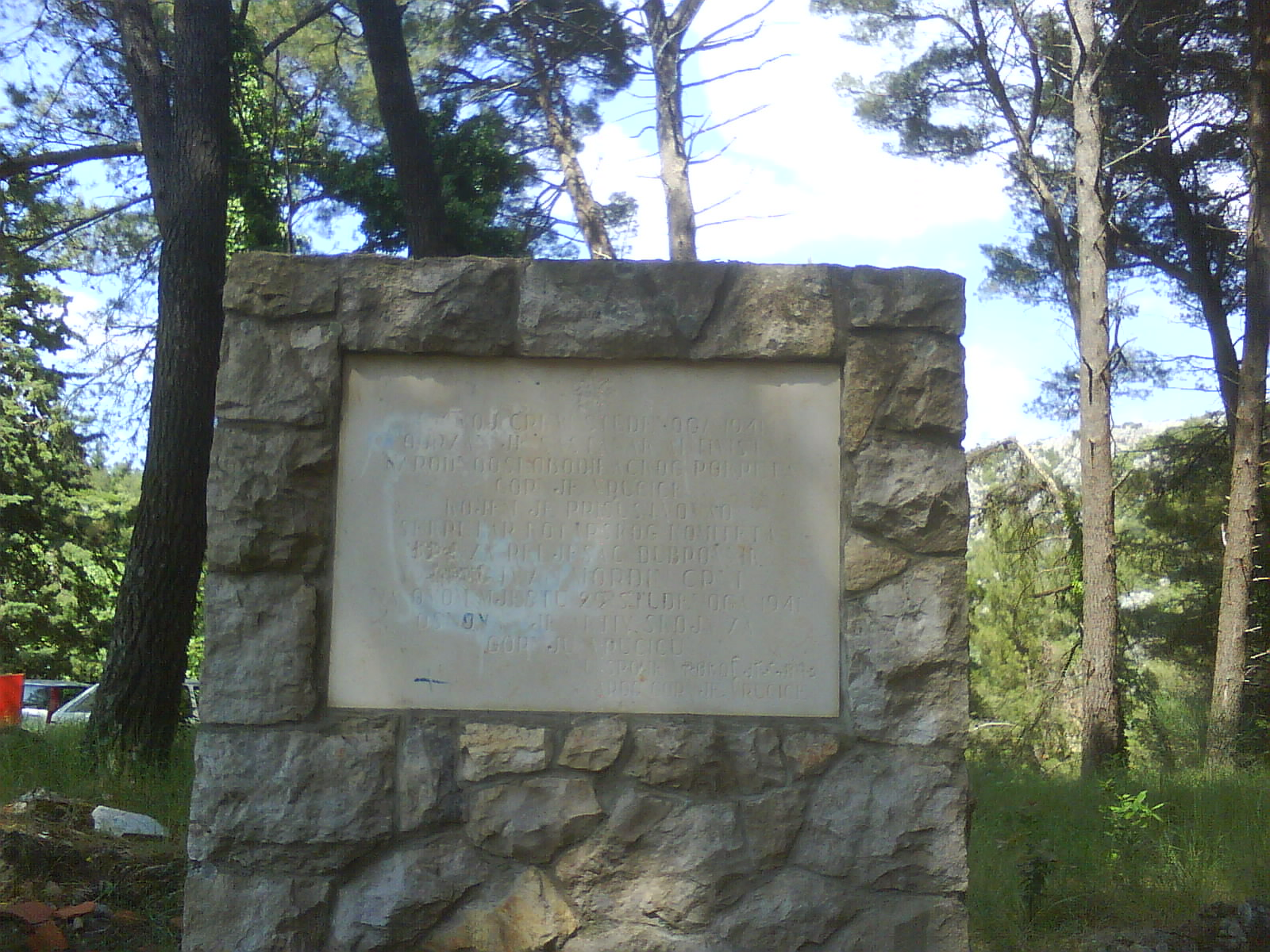
Památník partyzánů